# Carl Otto Müller (Maler)
Carl Otto Müller (* 28. Oktober 1901 in Coburg; † 28. Dezember 1970 in München), genannt der „Cézanne des Altmühltales“, gilt als der bedeutendste Maler, der im 20. Jahrhundert im Altmühltal lebte und malte.

## Leben
Müller verbrachte seine Kindheit in Ernstthal in Thüringen, wo die Familie eine Glasfabrik besaß. Von 1912 bis 1917 besuchte er die Oberrealschule Ernestinum in Coburg und bekam privaten Mal- und Zeichenunterricht bei dem Coburger Hofmaler Heinrich Höllein. Nach der Übersiedlung der Familie nach Kipfenberg bei Eichstätt besuchte er ab 1917 die Realschule in Eichstätt. 1918 ging er an die Staatliche Kunstgewerbeschule in München, wo er 1923/1924 Meisterschüler bei Robert Engels war. 1924 unternahm er eine mehrmonatige Reise nach Florenz und in die Toskana und schrieb sich anschließend bei der Staatlichen Akademie der bildenden Künste in München ein. Das Meisteratelier besuchte er bei Karl Caspar.
1927 bis 1941 arbeitete er als Werbegrafiker für das Kino Phoebus-Palast in München. 1927 trat er dem Künstlerbund München (ehemals „Feldgrauer Künstlerbund“) bei. Es folgte ein Aufenthalt in Paris. 1928 wurde er Mitglied der Münchner Künstlergenossenschaft (MKG) und Mitglied der Jury, später Stellvertretender Vorsitzender der MKG. 1930 heiratete er Ilse Becker. 1931 wurden beim Brand des Münchner Glaspalasts sieben seiner Bilder zerstört.
1933/1935 geriet er in Auseinandersetzungen mit der nationalsozialistischen Kunstpolitik, konnte aber weiterhin ausstellen. So nahm er an der Ausstellung „Berliner Kunst“ in München, 1936 an der Internationalen Olympia-Kunstausstellung in Berlin und 1937 an der Ausstellung „14 Münchener Maler“ in der Münchener Galerie Friedrich Heinrich Zinckgraf teil. 1937/1939 konnte er im Carnegie Institute in Pittsburgh (USA) ausstellen. 1938 war er bei der ersten Ausstellung der Kameradschaft der Künstler im Maximilianeum München vertreten.
Während dieser Münchner Jahre verbrachte er alljährlich einige Sommerwochen in Kipfenberg und malte unter anderem Altmühl-Landschaftsbilder. 1940 folgte ein Ostseeaufenthalt (Fischland) mit Fritz Hülsmann und Berliner Malern. 1941 wurde er als Kriegsmaler zur Heeresgruppe von Manstein eingezogen und war in Rumänien, Südrussland und auf der Krim, bis er nach einer Erkrankung entlassen wurde. Als 1941 die Kameradschaft der Künstler die Malschule Heymann in der Münchner Türkenstraße übernahm, unterrichtete er dort Malerei und Grafik. 1942 bis 1944 malte er einen Don-Quichotte-Zyklus von 18 Bildern, Blumenstücke, Landschaften und Porträts und stellte in den Vereinigten Werkstätten aus. Nach Ausbombung des Maximilianeums nahm er an den Ersatzausstellungen der Münchner Künstler unter anderem in Garmisch, Reichenhall, Mühldorf am Inn und Rosenheim teil, 1943 an der Ausstellung „Junge Kunst im Deutschen Reich“ in Wien, die als „entartet“ geschlossen wurde. 1944/1945 wurde sein Atelier in der Barer Straße schwer von Bomben getroffen. Daraufhin bezog er ein Ausweichquartier in Kipfenberg.
1945 wurde er stellvertretender Landrat von Eichstätt und betätigte sich beim Wiederaufbau und Ausbau der elterlichen Glasfabrik in Grösdorf-Kipfenberg. 1946 konnte er sich an einer Ausstellung im Stuttgarter Kunstkabinett beteiligen. 1948 bis 1950 baute er sich in Grösdorf eine Villa mit Atelier nach dem Vorbild des Schlosses Pfünz und blieb im Altmühltal, auch wenn er immer wieder München besuchte. 1953 wurde er Präsident der Neuen Münchener Künstlergenossenschaft und leitete wiederholt die Jahresausstellungen im Haus der Kunst. Von 1954 bis 1970 wirkte er als Organisator an allen international bedeutsamen Ausstellungen im Haus der Kunst mit. Er unternahm in diesen Jahren zahlreiche Reisen nach Paris und nach Spanien. Im Altmühltal malte er gerne mit Malerkollegen, die er als „Schüler“ um sich scharte.
Von der letzten Auslandsreise kehrte er schwerkrank zurück. C. O. Müller wurde auf dem Friedhof in Grösdorf begraben; den Grabstein mit seinem charakteristischen Malermonogramm C.O. M. schuf der Bildhauer Franz Mikorey. Müllers künstlerisches Lebenswerk umfasst 800 Gemälde, Aquarelle und Grafiken.

## Ehrungen
C. O. Müller wurde vielfach geehrt, 1953 durch den Kunstpreis der Stadt München, 1959 mit dem Bundesverdienstkreuz 1. Klasse, 1966 als Officier de l'ordre des Arts et des Lettres de la République Francaise und mit dem Bayerischen Verdienstorden. Die wohl bedeutendste Ehrung erfuhr er posthum von 1979 bis 2015 durch die ständige Schau von Gemälden, Zeichnungen und Grafiken in der „C. O. Müller-Galerie“ im Landratsamt Eichstätt, Residenzplatz 1.

## Würdigung
Auch wenn C. O. Müller der „Cézanne des Altmühltals“ genannt wurde, hat er sich nie systematisch um den Stil des Provenzalen Paul Cézanne bemüht. Insbesondere Müllers Blumenstillleben und seine (Selbst-)Porträts sind jedoch von einer sinnlichen und atmosphärischen Dichte, die den Betrachter unweigerlich an die Bildsprache Cézannes erinnern. Nach dem Zweiten Weltkrieg malte er weiterhin, war aber auch Unternehmer, Kommunalpolitiker und ein regional, national und international tätiger Juror, Kunstfunktionär und Ausstellungsmacher. Dabei war er neuen künstlerischen Strömungen gegenüber immer offen, auch wenn er sich selbst in der kritischen Tradition einer „malerischen Malerei“ stehend sah.